# Liga národů CONCACAF
CONCACAF Liga národů je fotbalová soutěž národních týmů Severní Ameriky, Střední Ameriky a Karibiku pod hlavičkou CONCACAF. Hraje se na podobném principu jako Evropská liga národů. Turnaj se koná v termínech určených pro přátelské zápasy v kalendáři mezistátních zápasů FIFA. Jednorázový kvalifikační turnaj probíhal od září 2018 do března 2019. První ročník začal v září 2019.

## Původ a formát
Turnaj byl vyhlášen v listopadu 2017. Liga je rozdělena do tří divizí, A, B a C, se čtyřmi skupinami po čtyřech, přičemž vítězové skupin divizí B a C postupují o úroveň výš, zatímco týmy na posledních místech divizí A a B sestupují o úroveň níž. Vítězové skupin divize A se zúčastní závěrečného turnaje o trofej Ligy národů. Turnaj slouží také jako kvalifikace na Zlatý pohár CONCACAF.
Návrh formátu byl poprvé formálně přezkoumán na XXXII. řádném kongresu CONCACAF v Oranjestadu na Arubě dne 8. dubna 2017 a potvrzen organizací CONCACAF dne 16. listopadu 2017. Prezident CONCACAF Victor Montagliani prohlásil, že účelem soutěže je pravidelný program mezinárodních zápasů národních týmů CONCACAF, a poznamenal, že některé týmy odehrají méně než 10 zápasů za čtyři roky a potřebovaly by více soutěžních zápasů, aby pomohly rozvoji sportu v těchto zemích.
Každá sezóna Ligy národů CONCACAF se obvykle hraje od září do listopadu lichého roku (ligová fáze) a od června následujícího sudého roku (závěrečný turnaj), což znamená, že vítěz Ligy národů CONCACAF je korunován každé dva roky. Výjimkou bude sezóna 2022/23, kdy se ligová fáze bude hrát od května do září 2022, a to kvůli mistrovství světa ve fotbale 2022, které se bude konat na konci roku v Kataru.

## Výsledky jednotlivých let
| Sezóna  | Hostitel | Finále | Finále | Finále   | O 3. místo | O 3. místo   | O 3. místo |
| Sezóna  | Hostitel | Vítěz  | Skóre  | 2. místo | 3. místo   | Skóre        | 4. místo   |
| ------- | -------- | ------ | ------ | -------- | ---------- | ------------ | ---------- |
| 2019/20 | USA      | USA    | 3:2pp  | Mexiko   | Honduras   | 2:2 (5:4pen) | Kostarika  |
| 2022/23 | USA      | USA    | 2:0    | Kanada   | Mexiko     | 1:0          | Panama     |
| 2023/24 | USA      | USA    | 2:0    | Mexiko   | Jamajka    | 1:0          | Panama     |
| 2024/25 | USA      | Mexiko | 2:1    | Panama   | Kanada     | 2:1          | USA        |

## Výkonnost týmu podle sezóny
| Tým                            | 2019/20 | 2019/20  | 2022/23 | 2022/23  |
| Tým                            | Divize  | P/Z      | Divize  | P/Z      |
| ------------------------------ | ------- | -------- | ------- | -------- |
| Americké Panenské ostrovy      | C       | =        | C       | =        |
| Anguilla                       | C       | =        | C       | =        |
| Antigua a Barbuda              | B       | =        | B       | =        |
| Aruba                          | B       | ↓        | C       | =        |
| Bahamy                         | C       | ↑        | B       | =        |
| Barbados                       | C       | ↑        | B       | =        |
| Belize                         | B       | =        | B       | =        |
| Bermudy                        | A       | ↓        | B       | =        |
| Bonaire                        | C       | =        | C       | =        |
| Britské Panenské ostrovy       | C       | =        | C       | =        |
| Curaçao                        | A       | =        | A       | =        |
| Dominika                       | B       | ↓        | C       | =        |
| Dominikánská republika         | B       | =        | B       | =        |
| Francouzská Guyana             | B       | =        | B       | =        |
| Grenada                        | B       | ↑        | A       | =        |
| Guadeloupe                     | C       | ↑        | B       | =        |
| Guatemala                      | C       | ↑        | B       | ↑        |
| Guyana                         | B       | =        | B       | =        |
| Haiti                          | A       | ↓        | B       | ↑        |
| Honduras                       | A       | 3. místo | A       | =        |
| Jamajka                        | B       | ↑        | A       | =        |
| Kanada                         | A       | =        | A       | 2. místo |
| Kajmanské ostrovy              | C       | =        | C       | =        |
| Kostarika                      | A       | 4. místo | A       | =        |
| Kuba                           | A       | ↓        | B       | ↑        |
| Martinik                       | A       | =        | A       | =        |
| Mexiko                         | A       | 2. místo | A       | 3. místo |
| Montserrat                     | B       | =        | B       | =        |
| Nikaragua                      | B       | =        | B       | =        |
| Panama                         | A       | =        | A       | 4. místo |
| Portoriko                      | C       | =        | C       | ↑        |
| Saint-Martin                   | C       | =        | C       | =        |
| Salvador                       | B       | ↑        | A       | =        |
| Svatý Martin (nizozemská část) | C       | =        | C       | ↑        |
| Surinam                        | B       | ↑        | A       | =        |
| Svatá Lucie                    | B       | ↓        | C       | ↑        |
| Svatý Kryštof a Nevis          | B       | ↓        | C       | ↑        |
| Svatý Vincenc a Grenadiny      | B       | =        | B       | =        |
| Trinidad a Tobago              | A       | ↓        | B       | ↑        |
| Turks a Caicos                 | C       | =        | C       | =        |
| USA                            | A       | Vítěz    | A       | Vítěz    |